# Diictodon
Diictodon era um pequeno sinapsídeo pré-histórico do grupo Therapsida (mamíferos e certos parentes extintos) que viveu no período Permiano.

## Era
O Diictodon viveu no final do período Permiano, período de 260-250 milhões de anos atrás. Foi um dos menores animais de sua época.

### Descrição

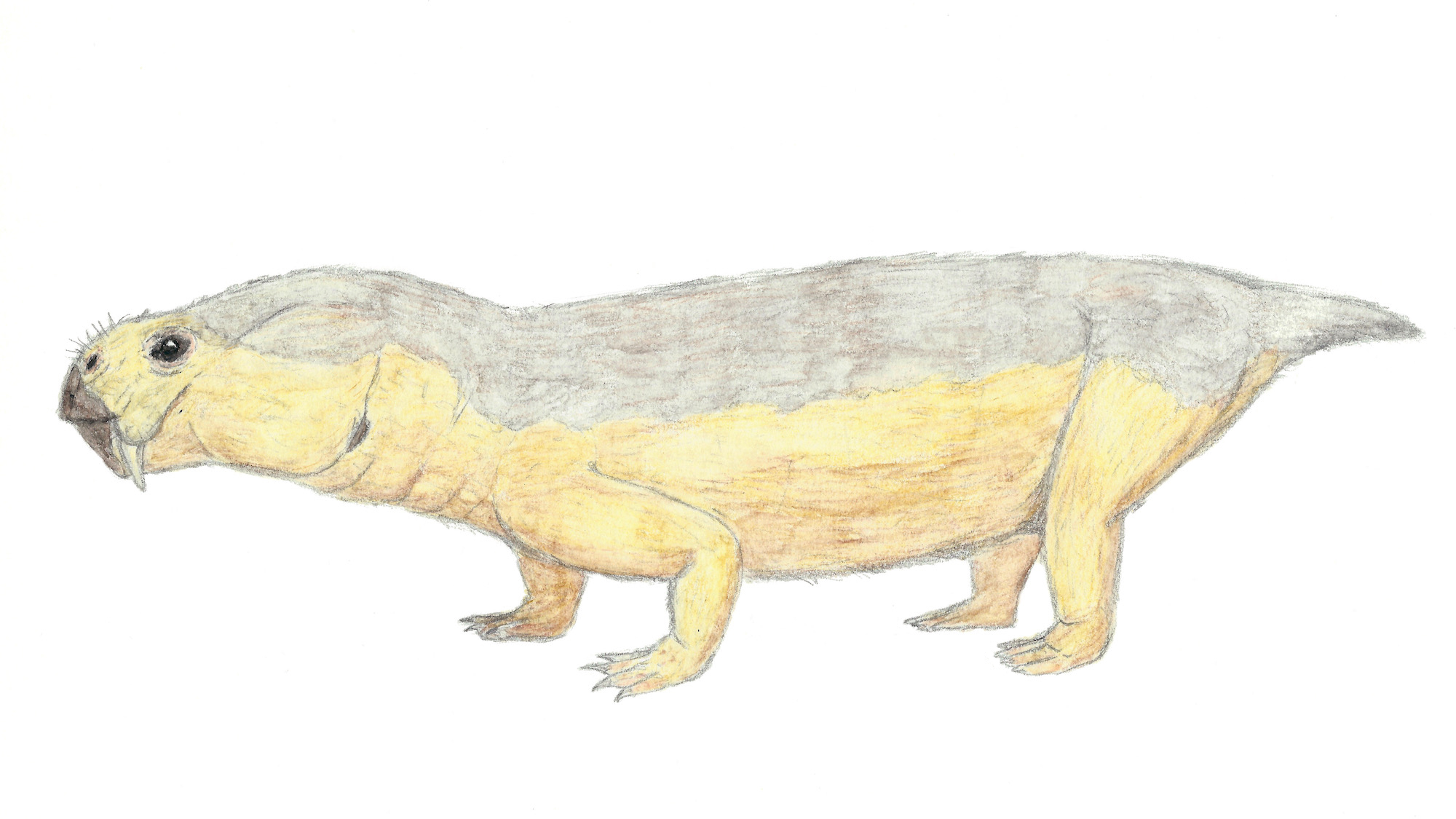
Reconstrução de um Diictodon macho.

O Diictodon era um animal pequeno, de apenas 1 metro e meio de comprimento. Embora o masculino e o feminino Diictodon tinham um pequeno par de presas, a presa do macho era maior do que o da fêmea. Como o grande predador Gorgonops, o Diictodon era um parente de distantes mamíferos e répteis e, embora os verdadeiros mamíferos não tenham evoluído até cerca de 30 milhões de anos depois do Permiano, a sua já estava em semelhança de família em Diictodon. Em particular, a sua audição estava ligada a pequenos ossos em sua mandíbula inferior. Estes evoluíram eventualmente para nossos ossos do ouvido médio, algo que nenhum réptil tinha.

### Comportamento
Os Diictodon viviam em pares em tocas de forma espiral cavados nas profundezas da terra, que se mantinha fria mesmo no calor do deserto. Este modo de vida permitiu que eles sobrevivessem em tempestades de areia, e encontraram tubérculos e plantas que continham água nutrientes suficientes para mantê-los vivos por vários meses.
Vários pares de Diictodon poderiam ser vizinhos, mas isso não o tornava uma colônia. Eles competiam ferozmente para a vegetação escassa que era seu alimento. E muitas vezes levaram a confrontos. No entanto, Diictodon tinha uma grande vantagem quando vivia em grande multidão. Se um vizinho via perigo, então todo mundo sabia logo sobre isso e tomariam medidas para se proteger.

## Aparições
- Caminhando com Monstros
- Primeval